# Maire (Zeeland)

Wapen van Maire

Maire is een verdronken dorp in de Nederlandse provincie Zeeland, dat verloren ging bij de Sint-Felixvloed in 1530. Het was gelegen op Zuid-Beveland, ten noordwesten van Rilland. In 1694 werd een deel van het verloren gegane gebied herdijkt als Mairepolder, het gebied waar het dorp had gelegen volgde in 1773 met de bedijking van de Reigersbergsche polder.
Van 1811 tot 1816 was Maire een eigen gemeente. In 1816 is het bij de gemeente Rilland gevoegd, tegenwoordig valt het onder Reimerswaal. 